# Gerling Ring-Karree

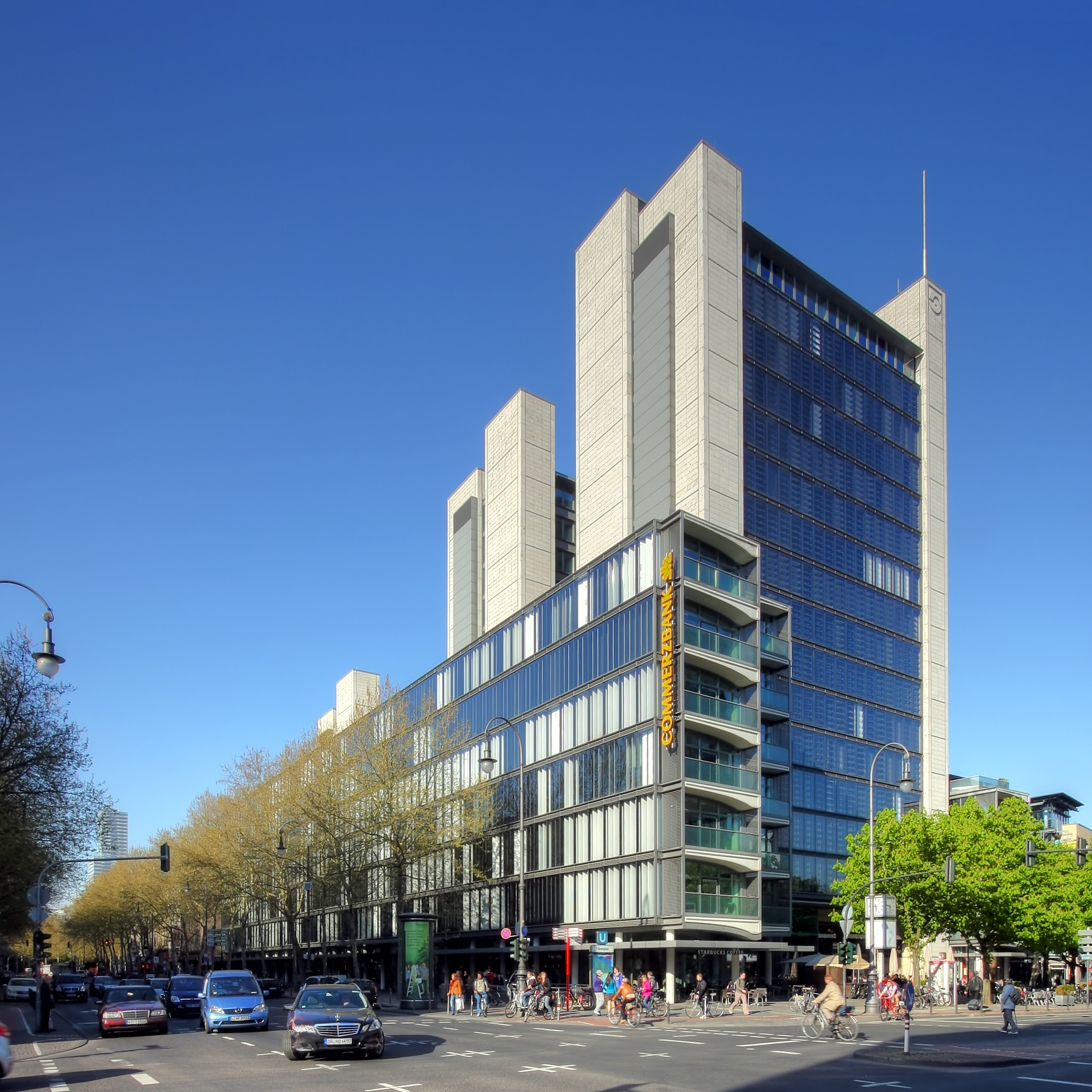
Blick vom Hohenzollernring auf das Gerling Ring-Karree, Stand 2010.

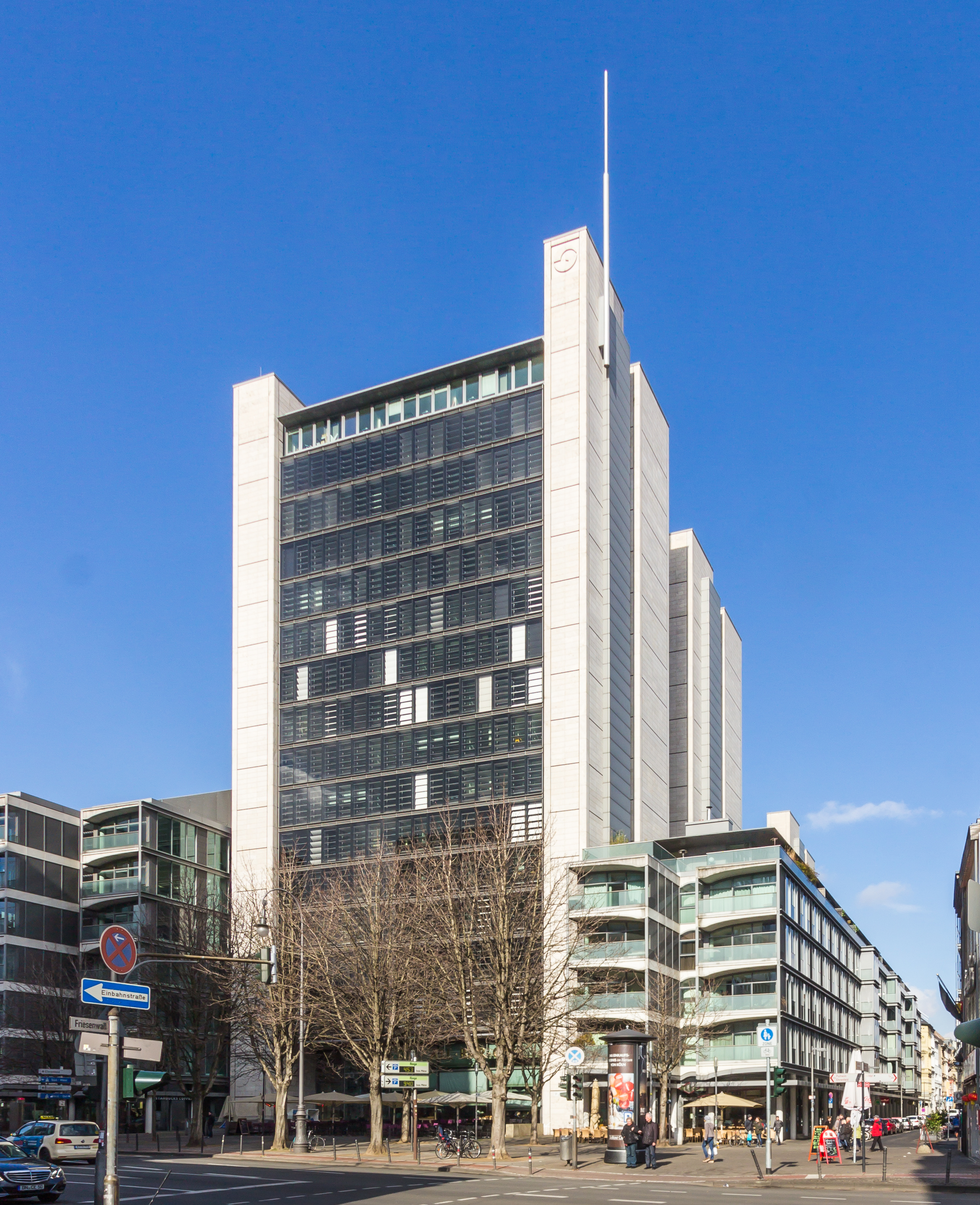
Ansicht von Südosten, Stand 2015. Oben rechts ist das Geling-Logo im Stein.

Das Gerling Ring-Karree ist ein 55 Meter hohes Bürogebäude am Hohenzollernring in Köln, das von Sir Norman Foster projektiert und durch Hochtief ausgeführt wurde.
Die Baukosten betrugen etwa 24 Millionen Euro. Das Gebäude hat eine Nutzfläche von 25.000 m², die sich auf 17 Stockwerke verteilt. Es wurde zwischen Februar 1999 und August 2001 in Höhe des Friesenplatzes errichtet und im Oktober 2001 eingeweiht. Bauherr war der Gerling-Konzern. Beim Bau wurden archäologische Objekte gefunden, die in die Tiefgarage integriert wurden.
Das Ring-Karree besteht aus drei Hochhäusern, die zum Teil im Blockinnenbereich angeordnet sind. Zum Hohenzollernring sowie zum Friesenwall werden diese von zwei Gebäuderiegeln gefasst. Es beherbergt Büros, Schauräume und einen Komplex mit Luxuswohnungen.
Foster kombinierte moderne Architektur mit Natur. So befinden sich im Inneren des Komplexes ein See und eine Grünfläche aus Bäumen und Sträuchern, die für die Öffentlichkeit unzugänglich sind und exklusiv den Bewohnern zur Verfügung stehen.